# Dienstgrade des österreichischen Bundesheeres
Das österreichische Bundesheer der Zweiten Republik kennt 21 Dienstgrade (die Angabe der Truppenteile beim Rockkragen bezieht sich auf die Waffenfarbe).

## Allgemeines
Für Beamte des militärischen Dienstes ist der Amtstitel „Militärperson“ vorgesehen. Zusätzlich sind festgesetzte militärische Dienstgrade als Verwendungsbezeichnung zu führen. Beamtinnen führen die Amtstitel und die Verwendungsbezeichnungen, soweit dies sprachlich möglich ist, in der weiblichen Form. Soldaten gleichen Dienstgrades, die zueinander in einem Befehlsverhältnis stehen, sowie Soldaten verschiedener Dienstgrade haben einander bei der dienstlichen Anrede mit „Herr“ oder „Frau“ und Dienstgrad anzusprechen; die Beifügung des Familiennamens ist zulässig.
Von 1980 bis 2002 lauteten die Dienstgrade der Generäle des österreichischen Bundesheeres nach Schweizer Vorbild „Brigadier“ (Bgdr) – „Divisionär“ (Div) – „Korpskommandant“ (KKdt)  – „General“ (Gen). Die seither gültigen Dienstgrade traten am 1. Dezember 2002 in Kraft.

## Dienstgrade
Die Sechszack-Sterne, auch Edelweiß genannt, an den Dienstgraden des österreichischen Bundesheeres symbolisieren nach Form und Gestaltung einheitlich für alle Ranggruppen traditionell das heimatliche Alpen-Edelweiß, im Gegensatz zu den sonst üblichen Rangsternen anderer Streitkräfte.

### Generäle
| Dienstgradgruppe                                         | Generale | Generale        | Generale     | Generale  |
| -------------------------------------------------------- | -------- | --------------- | ------------ | --------- |
| Anzug 75 / 03                                            |          |                 |              |           |
| Rockkragen                                               |          |                 |              |           |
| Tellerkappe                                              |          |                 |              |           |
| Rang                                                     | General* | Generalleutnant | Generalmajor | Brigadier |
| Abkürzung                                                | Gen      | GenLt           | GenMjr       | Bgdr      |
| NATO-Rangcode                                            | OF-9     | OF-8            | OF-7         | OF-6      |
| * Der Bundesadler auf der Tellerkappe ist rot unterlegt. |          |                 |              |           |

### Offiziere
| Dienstgradgruppe | Offiziere                   | Offiziere         | Offiziere             | Offiziere          | Offiziere            | Offiziere               | Offiziere                      |  |
| ---------------- | --------------------------- | ----------------- | --------------------- | ------------------ | -------------------- | ----------------------- | ------------------------------ |  |
| Anzug 75 / 03    |                             |                   |                       |                    |                      |                         |                                |  |
| Rockkragen       |                             |                   |                       |                    |                      |                         |                                |  |
| Waffenfarbe      | Militärmedizinischer Dienst | Wirtschaftsdienst | Höherer               | Technischer Dienst | Jäger Militärstreife | Panzer Panzergrenadiere | Theresianische Militärakademie |  |
| Waffenfarbe      | Veterinärwesen              | Wirtschaftsdienst | mil-fachlicher Dienst | Technischer Dienst | Jäger Militärstreife | Panzer Panzergrenadiere | Theresianische Militärakademie |  |
| Tellerkappe      |                             |                   |                       |                    |                      |                         |                                |  |
| Rang             | Oberst                      | Oberstleutnant    | Major                 | Hauptmann          | Oberleutnant         | Leutnant                | Fähnrich                       |  |
| Abkürzung        | Obst                        | Obstlt            | Mjr                   | Hptm               | Olt                  | Lt                      | Fhr                            |  |
| NATO-Rangcode    | OF-5                        | OF-4              | OF-3                  | OF-2               | OF-1                 | OF-1                    | OD*                            |  |

*OD = officer designate

### Unteroffiziere
| Dienstgradgruppe | Stabsunteroffiziere | Stabsunteroffiziere      | Stabsunteroffiziere   | Stabsunteroffiziere | Unteroffiziere   | Unteroffiziere |
| ---------------- | ------------------- | ------------------------ | --------------------- | ------------------- | ---------------- | -------------- |
| Feldanzug        |                     |                          |                       |                     |                  |                |
| Rockkragen       |                     |                          |                       |                     |                  |                |
| Waffenfarbe      | Fernmelder          | Artillerie Fliegerabwehr | Garde                 | Aufklärer           | Sanitäter        | Flieger        |
| Waffenfarbe      | Fernmelder          | Artillerie Fliegerabwehr |                       | Aufklärer           | Sanitäter        | Flieger        |
| Tellerkappe      |                     |                          |                       |                     |                  |                |
| Rang             | Vizeleutnant        | Offiziersstellvertreter  | Oberstabswachtmeister | Stabswachtmeister   | Oberwachtmeister | Wachtmeister   |
| Abkürzung        | Vzlt                | OStv                     | OStWm                 | StWm                | OWm              | Wm             |
| NATO-Rangcode    | OR-9                | OR-9                     | OR-8                  | OR-7                | OR-6             | OR-5           |

### Rekruten und Chargen
| Dienstgradgruppe | Chargen    | Chargen                  | Chargen    | Rekruten             |
| ---------------- | ---------- | ------------------------ | ---------- | -------------------- |
| Anzug 75 / 03    |            |                          |            |                      |
| Rockkragen       |            |                          |            |                      |
| Waffenfarbe      | Pioniere   | Jagdkommando Heeressport | ABC-Abwehr | Jäger Militärpolizei |
| Tellerkappe      |            |                          |            |                      |
| Rang             | Zugsführer | Korporal                 | Gefreiter  | Rekrut               |
| Abkürzung        | Zgf        | Kpl                      | Gfr        | Rekr                 |
| NATO-Rangcode    | OR-4       | OR-3                     | OR-2       | OR-1                 |

### Ergänzungen der Dienstgradabzeichen
Bei Anwärtern auf eine Milizfunktion sowie Fachpersonal gibt es Ergänzungen zu den Dienstgradabzeichen.
Angenommene Freiwillige für eine Mannschaftsfunktion in der Miliz (Rekruten und Chargen) tragen einen waagrechten grünen Streifen über dem Dienstgradabzeichen, Teilnehmer an der Miliz-Unteroffiziersausbildung (Chargen) sowie Einjährig Freiwillige (Rekruten und Chargen) einen silbernen Streifen und Miliz-Offiziersanwärter einen goldenen Streifen (nur Wachtmeister).
Ab dem Wintersemester 2022/23 studieren erstmals sechs Soldaten an der Universität Wien Medizin, sie tragen den Dienstgrad Fähnrich.
Fachpersonal (Ärzte, Veterinäre, Apotheker, Psychologen, Seelsorger, Musiker, Experten) tragen über ihrem Dienstgrad eine eigene Schlaufe mit dem entsprechenden Verwendungsabzeichen.
Militärakademiker (Dienstgrad Fähnrich) tragen entsprechend ihrem Ausbildungsfortschritt goldene waagrechte Streifen über ihrem Dienstgrad (z. B. 3 Streifen für einen Militärakademiker im 3. Jahrgang).

### Sonderfall Militärrealgymnasium
Die Zöglinge des Militärrealgymnasiums trugen ebenfalls Rangabzeichen, welche den jeweiligen Stand der Schulstufe anzeigen. Auf dem Ausgangsanzug waren auf der Schulter schwarze Dienstgradabzeichen angebracht, am Dienstanzug wurden schwarze Rangschlaufen angebracht. Darauf war pro Schulstufe je ein schmaler goldener Streifen angebracht.

## Mögliche Funktionen für die jeweiligen Dienstgrade
| Dienstgradgruppe          | Dienstgrad                                 | Mögliche Funktionen |
| ------------------------- | ------------------------------------------ | --- |
| Personen ohne Chargengrad | Rekrut (bis 1998 Wehrmann)                 | - Mannschaft |
| Chargen                   | Gefreiter                                  | - Mannschaft |
| Chargen                   | Korporal                                   | - Mannschaft, Gruppenkommandant - Stellvertreter (GrpKdt - Stv.) |
| Chargen                   | Zugsführer                                 | - Mannschaft, GrpKdt - Stv. |
| Unteroffiziere            | Wachtmeister                               | - Gruppenkommandant |
| Unteroffiziere            | Oberwachtmeister                           | - Gruppenkommandant |
| Unteroffiziere            | Stabswachtmeister                          | - (Kommandant einer Gruppe bei techn. Truppe) - Kommandant eines Zuges - Sachbearbeiter im Stab |
| Unteroffiziere            | Oberstabswachtmeister                      | - (Kommandant einer Gruppe bei techn. Truppe) - Zugskommandant - Sachbearbeiter im Stab |
| Unteroffiziere            | Offiziersstellvertreter                    | - Zugskommandant - Sachbearbeiter im Stab |
| Unteroffiziere            | Vizeleutnant                               | - Zugskommandant - Sachbearbeiter in einem Stab |
| Offiziere                 | Fähnrich                                   | - Militärakademiker und Offiziersanwärter |
| Offiziere                 | Leutnant                                   | - Zugskommandant |
| Offiziere                 | Oberleutnant                               | - (Stv.-)Kommandant einer Kompanie |
| Offiziere                 | Hauptmann                                  | - Kommandant einer Kompanie |
| Offiziere                 | Major                                      | - Kommandant eines Bataillons - Kommandant einer (Stabs-)Kompanie - Funktion im Stab |
| Offiziere                 | Oberstleutnant                             | - Kommandant eines Bataillons - Kommandant einer (Stabs-)Kompanie bei techn. Truppe oder Schule - Funktion im Stab und im BMLV |
| Offiziere                 | Oberst                                     | - Kommandant einer Brigade - Kommandant eines Regiments - Funktion im Stab und im BMLV - Verteidigungsattaché |
| Offiziere                 | Brigadier                                  | - Abteilungsleiter in der Zentralstelle des Bundesministeriums für Landesverteidigung - Militärkommandanten - Brigadekommandanten - Kommandant der Heeresunteroffiziersakademie - Kommandant der Heerestruppenschule - Kommandant der Heereslogistikschule - Kommandant der Flieger- und Fliegerabwehrtruppenschule - Vorsitzender der Disziplinarkommission für Soldaten - Leiter der Adjutantur im Kabinett des Bundesministers für Landesverteidigung - Leiter des Materialstabes Luft und - Leiter des Instituts für höhere militärische Führung an der Landesverteidigungsakademie - Stellvertreter des Kommandanten der Theresianischen Militärakademie - Stellvertreter des Leiters des Abwehramtes - Chef des Stabes im Kommando Streitkräftebasis - Leiter der Führungsgrundgebiete 1 (J 1), 3 (J 3), 4 (J 4), 5 (J 5) und 7 (J 7) im Kommando Streitkräfte |
| Offiziere                 | Generalmajor (bis 2002 Divisionär)         | - Adjutant des Bundespräsidenten - Gruppenleiter in der Zentralstelle des Bundesministeriums für Landesverteidigung - Stabschef des Bundesministers für Landesverteidigung - Kommandant der Theresianischen Militärakademie - Kommandant Streitkräftebasis - Stellvertreter des Kommandanten des Kommando Streitkräfte - Chef des Stabes im Kommando Streitkräfte - Leiter des Heeres-Nachrichtenamtes |
| Offiziere                 | Generalleutnant (bis 2002 Korpskommandant) | - Stellvertretender Chef des Generalstabes in der Zentralstelle des Bundesministeriums für Landesverteidigung - Leiter von Sektionen in der Zentralstelle des Bundesministeriums für Landesverteidigung - Kommandant Streitkräfte - Kommandant der Landesverteidigungsakademie |
| Offiziere                 | General                                    | - Chef des Generalstabes in der Zentralstelle des Bundesministeriums für Landesverteidigung |

### Zusätze
Dem Dienstgrad nachgestellt werden können u. a. folgende Dienstgradzusätze:
| Abkürzung | Langform                                |
| --------- | --------------------------------------- |
| A         | Arzt (nur ab Oberleutnant)              |
| aD        | außer Dienst                            |
| dG        | des Generalstabsdienstes                |
| dhmfD     | des höheren militärfachlichen Dienstes  |
| dhmtD     | des höheren militärtechnischen Dienstes |
| dIntD     | des Intendanzdienstes                   |
| dRes      | der Reserve                             |
| iR        | in Ruhe                                 |

z. B.: MjrA, Lt aD, ObstdG, HptmdhmtD, ObstltdIntD, Olt dRes, Bgdr iR,